# Département Essonne
Das Département de l’Essonne [ɛsɔn] ist das französische Département mit der Ordnungsnummer 91. Es liegt in der Region Île-de-France im Großraum Paris und ist nach dem Fluss Essonne benannt.

## Geographie
Das Département Essonne grenzt im Norden an die Départements Hauts-de-Seine und Val-de-Marne, im Osten an das Département Seine-et-Marne, im Süden an das Département Loiret, im Südwesten an das Département Eure-et-Loir sowie im Nordwesten an das Département Yvelines.
Der Norden des Départements gehört zur Agglomeration Paris und ist stark verstädtert. Der Süden hat noch einen mehr ländlichen Charakter behalten. Die Seine durchfließt das Département im Nordosten, die namensgebende Essonne erreicht das Département aus südlicher Richtung und mündet in Corbeil-Essonnes in die Seine. Der Südosten des Départements ist Teil des Regionalen Naturparks Gâtinais français.

## Geschichte
Das Département Essonne wurde am 1. Januar 1968 auf der Grundlage des Gesetzes vom 10. Juli 1964 über die Neugliederung der Départements in der Region um Paris aus dem südlichen Teil des alten Départements Seine-et-Oise gebildet.
1969 wurden die Gemeinden Châteaufort und Toussus-le-Noble vom Département Essonne getrennt und dem Département Yvelines angeschlossen.
Nach der Gründung des Départements wurde zunächst die Stadt Corbeil-Essonnes, eine ehemalige Unterpräfektur des Départements Seine-et-Oise, provisorischer Sitz der Präfektur des Départements, bis das Gebäude der neuen Präfektur in Évry fertiggestellt war.

## Städte
Die bevölkerungsreichsten Gemeinden des Départements Essonne sind:
| Stadt                     | Einwohner (2022) | Arrondissement |
| ------------------------- | ---------------- | -------------- |
| Évry-Courcouronnes        | 66.700           | Évry           |
| Corbeil-Essonnes          | 53.712           | Évry           |
| Massy                     | 50.597           | Palaiseau      |
| Savigny-sur-Orge          | 37.775           | Palaiseau      |
| Sainte-Geneviève-des-Bois | 35.714           | Palaiseau      |
| Athis-Mons                | 36.451           | Palaiseau      |
| Palaiseau                 | 36.067           | Palaiseau      |
| Vigneux-sur-Seine         | 31.233           | Évry           |
| Viry-Châtillon            | 31.112           | Évry           |
| Draveil                   | 29.824           | Évry           |

Weiterer bedeutender Ort ist Étampes, der Verwaltungssitz des gleichnamigen Arrondissements.

## Verwaltungsgliederung
Das Département Essonne gliedert sich in 3 Arrondissements, 21 Kantone und 194 Gemeinden:
| Arrondissement      | Kantone | Gemeinden | Einwohner 1. Januar 2022 | Fläche km² | Dichte Einw./km² | Code INSEE |
| ------------------- | ------- | --------- | ------------------------ | ---------- | ---------------- | ---------- |
| Étampes             | 4       | 75        | 133.605                  | 851,41     | 157              | 911        |
| Évry                | 10      | 51        | 546.675                  | 468,99     | 1.166            | 912        |
| Palaiseau           | 12      | 68        | 644.266                  | 484,00     | 1.331            | 913        |
| Département Essonne | 21      | 194       | 1.324.546                | 1.804,40   | 734              | 91         |

Siehe auch:

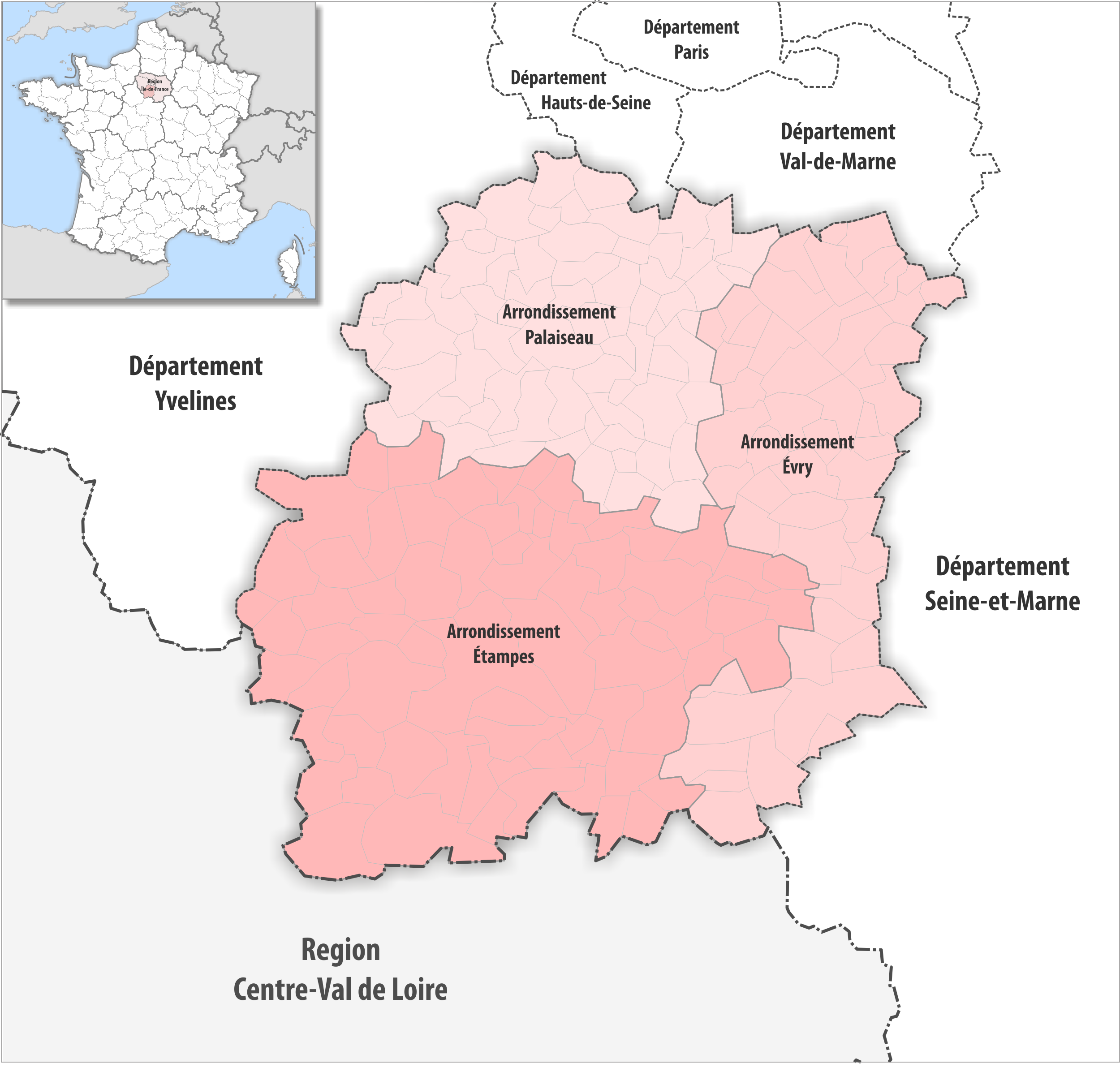
Gemeinden und Arrondissements im Département Essonne

- Liste der Gemeinden im Département Essonne
- Liste der Kantone im Département Essonne
- Liste der Gemeindeverbände im Département Essonne

## Tourismus
Sehenswürdigkeiten im Département Essonne sind unter anderem:
- Angerville (Schloss Dommerville)
- Ballancourt-sur-Essonne (Schloss Saussay)
- Chamarande (Schloss Chamarande, 17. Jahrhundert)
- Congerville-Thionville der Dolmen le Grès de Linas
- Courson-Monteloup (Domäne und Schloss Courson, 17. Jahrhundert)
- Courances (Schloss Courances, 17. Jahrhundert)
- Dourdan (Ruine Burg Dourdan, 13. Jahrhundert)
- Étampes (Burgruine)
- Évry (Kathedrale)
- Méréville (Markthalle, 16. Jahrhundert; Schloss und Park, 18. Jahrhundert)
- Milly-la-Forêt (Kapelle St. Blasius 12. Jahrhundert)
- Montlhéry (Bergfried, 11. Jahrhundert)
- Saint-Chéron (Schloss Marais, 18. Jahrhundert)
- Les Ulis (Schloss Saint-Jean-de-Beauregard, 17. Jahrhundert)